# جاستن (تكساس)
جاستن (بالإنجليزية: Justin, Texas)‏ هي مدينة تقع بولاية تكساس في شمال شرق الولايات المتحدة. تبلغ مساحة هذه المدينة 6.1 (كم²)، وترتفع عن سطح البحر 196 م، بلغ عدد سكانها 3246 نسمة في عام 2010 حسب إحصاء مكتب تعداد الولايات المتحدة .

## التركيبة السكانية
حدّد مكتب تعداد الولايات المتحدة بيانات التركيبة السكانية لجاستن في تعداد الولايات المتحدة. في ما يلي، التركيبة السكانية حسب تعدادي 2000 و2010.

### تعداد عام 2000
بلغ عدد سكان جاستن 1,891 نسمة بحسب تعداد عام 2000، وبلغ عدد الأسر 650 أسرة وعدد العائلات 504 عائلة مقيمة في المدينة. في حين سجلت الكثافة السكانية 223 نسمة لكل كيلومتر مربع (577.6/ميل2). وبلغ عدد الوحدات السكنية 681 وحدة بمتوسط كثافة قدره 80.3 لكل كيلومتر مربع (208.0/ميل2).
وتوزع التركيب العرقي للمدينة بنسبة 94.45% من البيض و1.43% من الأمريكيين الأفارقة و0.53% من الأمريكيين الأصليين و0.48% من الأمريكيين ذوي الأصول الآسيوية و2.54% من الأعراق الأخرى و0.58% من عرقين مختلطين أو أكثر و5.55% من الهسبانيون أو اللاتينيون من أي عرق.
بلغ عدد الأسر 650 أسرة كانت نسبة 44.8% منها لديها أطفال تحت سن الثامنة عشر تعيش معهم، وبلغت نسبة الأزواج القاطنين مع بعضهم البعض 66.5% من أصل المجموع الكلي للأسر، ونسبة 8.3% من الأسر كان لديها معيلات من الإناث دون وجود شريك،  بينما كانت نسبة 2.8% من الأسر لديها معيلون من الذكور دون وجود شريكة وكانت نسبة 22.5% من غير العائلات. تألفت نسبة 19.4% من أصل جميع الأسر من عدة أفراد يعيشون في نفس المنزل ونسبة 9.1% كانت تتألف من شخص يعيش بمفرده يبلغ من العمر 65 عاماً أو أكثر. وبلغ متوسط حجم الأسرة المعيشية 2.75، أما متوسط حجم العائلات فبلغ 3.15.
بلغ العمر الوسطي للسكان 35.7 عاماً. وكانت نسبة 27.8% من القاطنين تحت سن الثامنة عشر، وكانت نسبة 8.1% بين الثامنة عشر والرابعة والعشرين عاماً، ونسبة 31.4% كانت واقعةً في الفئة العمرية ما بين الخامسة والعشرين والرابعة والأربعين عاماً، ونسبة 18.5% كانت ما بين الخامسة والأربعين والرابعة والستين، ونسبة 8.7% كانت ضمن فئة الخامسة والستين عاماً فما فوق. يوجد لكل 100 أنثى 99.7 ذكر، ويوجد لكل 100 أنثى في الثامنة عشر من عمرها فما فوق 90.8 ذكر.
بلغ متوسط دخل الأسرة في المدينة 52,257 دولارًا، أما متوسط دخل العائلة فبلغ 61,328 دولارًا. وكان متوسط دخل الذكور 46,688 دولارًا مقابل 27,805 دولارًا للإناث. وسجل دخل الفرد الخاص بالمدينة 22,305 دولارًا. وكانت نسبة 6% من العائلات ونسبة 7.6% من السكان تحت خط الفقر، وكان من هؤلاء نسبة 10.2% تحت سن الثامنة عشر ونسبة 16.8% في الخامسة والستين من العمر وما فوق.

### تعداد عام 2010
بلغ عدد سكان جاستن 3,246 نسمة بحسب تعداد عام 2010، وبلغ عدد الأسر 1,123 أسرة وعدد العائلات 890 عائلة مقيمة في المدينة. في حين سجلت الكثافة السكانية 382.8 نسمة لكل كيلومتر مربع (991.4/ميل2). وبلغ عدد الوحدات السكنية 1,195 وحدة بمتوسط كثافة قدره 140.9 لكل كيلومتر مربع (364.9/ميل2).
وتوزع التركيب العرقي للمدينة بنسبة 92.11% من البيض و1.51% من الأمريكيين الأفارقة و0.46% من الأمريكيين الأصليين و1.05% من الأمريكيين ذوي الأصول الآسيوية و0.12% من سكان جزر المحيط الهادئ و3.23% من الأعراق الأخرى و1.51% من عرقين مختلطين أو أكثر و10.10% من الهسبانيون أو اللاتينيون من أي عرق.
بلغ عدد الأسر 1,123 أسرة كانت نسبة 43.9% منها لديها أطفال تحت سن الثامنة عشر تعيش معهم، وبلغت نسبة الأزواج القاطنين مع بعضهم البعض 65.5% من أصل المجموع الكلي للأسر، ونسبة 9.8% من الأسر كان لديها معيلات من الإناث دون وجود شريك،  بينما كانت نسبة 3.9% من الأسر لديها معيلون من الذكور دون وجود شريكة وكانت نسبة 20.7% من غير العائلات. تألفت نسبة 17.1% من أصل جميع الأسر من عدة أفراد يعيشون في نفس المنزل ونسبة 5.2% كانت تتألف من شخص يعيش بمفرده يبلغ من العمر 65 عاماً أو أكثر. وبلغ متوسط حجم الأسرة المعيشية 2.79، أما متوسط حجم العائلات فبلغ 3.16.
بلغ العمر الوسطي للسكان 38.1 عاماً. وكانت نسبة 27.5% من القاطنين تحت سن الثامنة عشر، وكانت نسبة 5.8% بين الثامنة عشر والرابعة والعشرين عاماً، ونسبة 27.7% كانت واقعةً في الفئة العمرية ما بين الخامسة والعشرين والرابعة والأربعين عاماً، ونسبة 28.1% كانت ما بين الخامسة والأربعين والرابعة والستين، ونسبة 10.9% كانت ضمن فئة الخامسة والستين عاماً فما فوق. وتوزع التركيب الجنسي للسكان بنسبة 49.3% ذكور و50.7% إناث.

## وصلات خارجية
- cityofjustin.com
- The US50 - Cities and Towns in Texas State